# 1872 na música

## Nascimentos
| Data         | Nome               | Profissão             | Nacionalidade | Observações | Ref |
| ------------ | ------------------ | --------------------- | ------------- | ----------- | --- |
| 6 de Janeiro | Alexander Scriabin | compositor e pianista | Rússia        | m. 1915     |     |

## Mortes
| Data       | Nome                | Profissão  | Nacionalidade | Observações | Ref |
| ---------- | ------------------- | ---------- | ------------- | ----------- | --- |
| 4 de Junho | Stanisław Moniuszko | compositor | Polónia       | n. 1819     |     |